# Pitias la Joven
Pitias la Joven (en griego antiguo Πυθιάς Pythiás) fue la hija del filósofo Aristóteles y Pitias de Aso. Poco se sabe de la biografía de Pitias debido a escasa información.

## Biografía
Se dice que Pitias debió de tener alrededor de 14 años cuando Aristóteles escribió su testamento, por lo que nació entre el año 341-40 a. C. en Macedonia. También se cree que falleció antes que su padre durante su estancia en Atenas.
Pitias se casó tres veces. Su primer marido fue Nicanor, sobrino de Aristóteles por su hermana Arimnesta. Según la voluntad de Aristóteles, Nicanor se encargaría de los asuntos familiares hasta que su hijo, Nicómaco, alcanzara la mayoría de edad. Nicanor murió poco tiempo después del matrimonio ejecutado en 317 a. C. por Casandro. Teofrasto quedó al cargo de Pitias y Nicómaco.
El segundo marido de Pitias fue Proclo de Esparta, con quien tuvo dos hijos. Su tercer marido fue Medias, con quien tuvo un hijo al cual llamó como su padre en su honor. Éste probablemente nació durante la última década del siglo IV a. C. y formó parte de los peripatéticos, mencionado en el testamento de Teofrasto.

## En la ficción
La novelista Annabel Lyon escribió en 2012 su best seller The Sweet Girl en su honor, una novela histórica en la que ella es la protagonista.